# 憧れの名店 〜夢と音の多重奏〜
『憧れの名店 〜夢と音の多重奏〜』（あこがれのめいてん 〜ゆめとおとのたじゅうそう〜）はBSジャパンで2016年4月7日からスタートしたミニ番組、ザ・プレミアムモルツ マスターズドリームの一社提供。

## 概要
日本全国の名店をご紹介、夢の音、夢の料理、夢のビールで今宵のアンサンブルを楽しみましょう。

## 出演者
夢の客
- 升毅

## 制作
- BSジャパン
- AXON

## 放送時間
- 木曜 20:55 - 21:00（2016年4月7日 - 2017年3月30日）
- 土曜 18:25 - 18:30（2017年4月8日 - 2017年9月30日）
- 月曜 20:55 - 21:00（2017年10月2日 -2018年3月26日 ）